# Bound (film, 1996)
Pour les articles homonymes, voir Bound.
Pour plus de détails, voir Fiche technique et Distribution.
Bound, ou Liaisons interdites au Québec, est un film américain réalisé par les Wachowski sorti en 1996.

## Synopsis
Violet, petite amie d'un truand nommé César, tombe sous le charme de Corky, une voleuse fraîchement sortie de prison. Ensemble, les deux femmes décident de s'enfuir en volant les deux millions de dollars que César devait récolter pour le compte d'une dangereuse famille, et ainsi lui faire porter le chapeau.

## Fiche technique
Sauf indication contraire, les informations mentionnées dans cette section peuvent être confirmées par la base de données cinématographiques IMDb,  présente dans la section « Liens externes ».
- Titre : Bound (littéralement « Lié »)
- Titre québécois : Liaisons interdites[2]
- Réalisation et scénario : Lana et Lilly Wachowski sous le nom collectif The Wachowski Brothers[3]
- Musique : Don Davis
- Direction artistique : Andrea Dopaso et Robert C. Goldstein
- Photographie : Bill Pope
- Montage : Zach Staenberg
- Décors : Eve Cauley
- Costumes : Lizzy Gardiner
- Maquillage : David P. Barton et Suzanne Rodier
- Production : Stuart Boros, Andrew Lazar
  - Coproduction : Jeffrey Sudzin
  - Production exécutive : les Wachowski
- Sociétés de production : Dino De Laurentiis Company et Spelling Films
- Sociétés de distribution :  Gramercy Pictures,  UGC Fox Distribution,  Belga Films
- Budget : 6 000 000 USD[4]
- Pays de production :  États-Unis
- Langue originale : anglais
- Format : couleurs - 1,85:1 - 35 mm - Dolby Digital
- Genre : thriller érotique et néo-noir[5]
- Durée : 108 minutes
- Dates de sortie[2] :
  - Italie : 7 septembre 1996 (Mostra de Venise)
  - Canada : 7 septembre 1996 (Festival de Toronto)
  - États-Unis : 4 octobre 1996
  - France : 6 novembre 1996
- Classification :
  - France : interdit aux moins de 12 ans[6]
  - Royaume-Uni : interdit aux moins de 18 ans[7]

## Distribution
Sauf indication contraire, les informations mentionnées dans cette section peuvent être confirmées par la base de données cinématographiques IMDb,  présente dans la section « Liens externes ».
- Gina Gershon (VF : Maïk Darah) : Corky
- Jennifer Tilly (VF : Ninou Fratellini) : Violet
- Joe Pantoliano (VF : Yves Beneyton) : Caesar
- John P. Ryan (VF : Jean-Claude De Goros) : Micky Malnato
- Barry Kivel (VF : Régis Lang) : Shelly
- Christopher Meloni (VF : Renaud Marx) : Johnnie Marzzone
- Richard C. Sarafian (VF : Jacques Charby) : Gino Marzzone
- Mary Mara (VF : Valérie Jeannet) : Sue, la barmaid
- Peter Spellos : Lou
- Susie Bright (VF : Véronique Augereau) : Jesse
- Margaret Smith (VF : Dominique Westberg) : la femme policier
- Ivan Kane (VF : Tony Joudrier) : le premier policier
- Kevin Michael Richardson (VF : Jean-Jacques Nervest) : le second policier
- Gene Borkan : Roy

## Production

### Développement
Après avoir écrit le film Assassins (1995, Richard Donner), les Wachowski ont plusieurs propositions. Le producteur d’Assassins, Joel Silver, pense que le duo doit prouver qu'il sait quoi faire pour tenir un plateau de tournage. Dino De Laurentiis, qui avait acheté le scénario d’Assassins, souhaite leur donner leur chance et finance leur premier film[réf. à confirmer]. Avant cela, un autre studio avait voulu financer le film, mais voulait atténuer les scènes de sexe et changer le personnage de Corky en homme, ce que les Wachowski ont refusé[réf. à confirmer].

### Casting
Jennifer Tilly est tout d'abord auditionnée pour le rôle de Corky, mais préfère se tourner vers le rôle de Violet[réf. à confirmer]. Linda Hamilton est envisagée pour le rôle de Violet, alors que Marcia Gay Harden auditionne pour l'un des rôles féminins[réf. à confirmer]. C'est Gina Gershon qui recommande Joe Pantoliano pour incarner Caesar[réf. à confirmer]. Plus tard, l'acteur retrouve les Wachowski dans Matrix, sorti en 1999.

### Tournage
Le tournage dure 38 jours et se déroule en Californie : à Vernon et Los Angeles.

## Distinctions
Sauf indication contraire, les informations mentionnées dans cette section peuvent être confirmées par la base de données cinématographiques IMDb,  présente dans la section « Liens externes ».

### Récompenses
- Festival du cinéma américain de Deauville 1996 :
  - Prix de la critique internationale du Festival de Deauville
  - Prix du jury du Festival de Deauville
- National Board of Review Awards 1996 : meilleur réalisateur[12].
- Fantasporto 1997 :
  - Prix du meilleur film
  - Prix de la meilleure actrice pour Jennifer Tilly
- GLAAD Media Awards 1997 : meilleur film

### Nominations et sélections
- Festival du cinéma américain de Deauville 1996 : en compétition pour le Grand Prix Spécial
- Saturn Awards 1997 :
  - Meilleur film d'action, d'aventures ou thriller
  - Meilleur scénario
  - Meilleure actrice pour Gina Gershon
  - Meilleur second rôle féminin pour Jennifer Tilly
  - Meilleur second rôle masculin pour Joe Pantoliano
- Grand Prix de l'Union de la critique de cinéma 1997
- Independent Spirit Awards 1997 : meilleure photographie
- MTV Movie Awards 1997 : plus beau baiser pour Jennifer Tilly et Gina Gershon

## Version non censurée
Le film dure 108 minutes dans sa version « normale », exploitée dans les salles américaines avec la mention "R" ("Restricted" : interdit aux moins de 17 ans non accompagnés). Le film est cependant édité en laserdisc dans une version non censurée, contenant une minute supplémentaire dans la scène d'amour entre Corky et Violet.